# Долна Љехота
Долна Љехота (слч. Dolná Lehota) насељено је мјесто са административним статусом сеоске општине (слч. obec) у округу Брезно, у Банскобистричком крају, Словачка Република.

## Становништво
| Година:    | 1994. | 2004.   | 2014.   | 2024.   |
| ---------- | ----- | ------- | ------- | ------- |
| Број људи: | 720   | 712     | 764     | 688     |
| Разлика:   |       | -1,11 % | +7,30 % | -9,94 % |

| Година:    | 2023. | 2024.   |
| ---------- | ----- | ------- |
| Број људи: | 692   | 688     |
| Разлика:   |       | -0,57 % |

Према подацима о броју становника из 2011. године насеље је имало 786 становника.